# Nosong-dong
Nosong-dong (koreanska: 노송동)  är en stadsdel i staden Jeonju i provinsen Norra Jeolla  i den centrala delen av Sydkorea, 190 km söder om huvudstaden Seoul. Den ligger i stadsdistriktet Wansan-gu.